# Neocrambus
Neocrambus és un gènere monotípic d'arnes de la família Crambidae. Conté només una espècie, Neocrambus wolfschlaegeri, es troba a Macedònia del Nord, Grècia i el Kurdistan.